# Stjärnorna tindra re'n
Stjärnorna tindra re'n, med titeln Serenad, är en sång komponerad för manskör av Jacob Axel Josephson. 
Sången komponerades för studentmötet i Kristiania 1852, och sjöngs då av Allmänna Sången under ledning av Oscar Arpi. Den är vanlig på manskörsrepertoarer och sjungs ofta som serenad. Den tillhör också standardprogrammet då Lunds Studentsångförening hälsar våren på Första maj.